# Eichert
Der Eichert ist ein Berg im südlichen Siegerland mit 468,1 m Höhe, dessen Gipfel in Brachbach im Landkreis Altenkirchen liegt. Der Berg befindet sich zwischen Neunkirchen, Eiserfeld, Brachbach und Mudersbach.

## Kreuzeiche
Die Kreuzeiche war eine über 130 Jahre alte Stieleiche südöstlich des Berggipfels. Der Baum stand auf 455 m Höhe im Grenzbereich von fünf Gemarkungen: Eiserfeld, Brachbach, Dermbach, Mudersbach und Neunkirchen. Er hatte einen Stammumfang von 2,20 m und wurde am 4. Juli 1884 als „Friedenseiche“ zur Erinnerung an die Kriege von 1864, 1866 und 1870/71 gepflanzt. Seinen Namen bekam der Baum, weil er in der Nähe einer Wegekreuzung stand. In der Nacht vom 29. auf den 30. September 2019 wurde er von Sturmböen umgerissen.
Die Kreuzeiche war nicht der erste Baum auf der Höhe, der diesen Namen getragen hat. Das belegt eine Landkarte von 1600, in die bereits eine ältere „Kreuzeiche“ eingetragen ist.
Auch zukünftig soll es eine Kreuzeiche geben. Der Revierförster plant eine Neuanpflanzung, sobald diese möglich wird.